# Карл Цезар фон Леонгард
Карл Цезар Ріттер фон Леонгард, також Карл Цезар (12 вересня 1779, Румпенгайм — 23 січня 1862, Гайдельберг) — німецький мінералог.

## Життєпис
Леонард рано втратив батьків. Його мати Сюзанна (1741—1792) була донькою Жака Сезара Годефруа (1706—1758). Вона померла в 1792 р. Його батько Йоганн Конрад Леонгард (1745—1794) був на службі у ландграфа Карла фон Гессен-Касселя. Карл Цезар Леонард отримав лише середню освіту, але він був амбітним і вдосконалював свої знання, щоб отримати вищу освіту. У 1797 році він почав вивчати камералістику в Марбурзькому університеті, який продовжив у Геттінгенському університеті.

## Професійна кар'єра
Він розпочав свою професійну діяльність у 1801 році на посаді асесора в Landsteuerdirektion Hanau у графстві Ганау-Мюнценберг, яке належить до ландграфства Гессен-Кассель. Ландграфство, яке в 1803 році було піднесено до гессенського курфюрства, зникло в 1806 році, коли владу захопив Наполеон, який спочатку керував графством Ганау військовими, але зрештою поступився ним великому герцогству Франкфурта. Чиновник Леонгард був захоплений зміною правління, а також зробив кар'єру: у 1809 році він став радником палати  і консультантом копалень. Через рік великий герцог Карл Теодор фон Дальберг призначив його головою доменної адміністрації Великого герцогства Франкфуртського, а в 1813 році він став генеральним інспектором і таємним радником. Але в тому ж році наполеонівська імперія впала. 30./31. Жовтень 1813 р. Битва при Ханау відбулася за воротами міста. Леонгард був очевидцем того, що трапилося, і написав докладний опис подій, який кілька разів публікувався. У ході радикальної реставрації курфюрстом Вільгельмом I усі державні службовці були понижені до рівня, на якому вони були, коли курфюрство розпалося: Леонгард знову став асесором.
Цей невтішний політичний розвиток полегшив йому переїзд до Баварії в 1815 році. Король Максиміліан I, який познайомився з Леонгардом у Ганау, запропонував йому посаду в Баварській академії наук, іноземним членом якої він став у 1818 році. Леонгард не звик до тамтешнього способу життя та звичаїв у «королівстві кабали», як він називав Мюнхен, і тому в 1818 році він прийняв виклик від державного міністра Бадена Сигізмунда фон Райценштейна на новостворену кафедру мінералогії в Гейдельберзькому університеті. Був призначений великокнязівським таємним радником.

## Наукова кар'єра
Під впливом Йоганна Фрідріха Блюменбаха він все більше захоплювався мінералогією і почав колекціонувати мінерали. Він листувався з Леопольдом фон Бухом, Йоганном Вольфгангом фон Гете, Абрахамом Готлобом Вернером, Александром фон Гумбольдтом і Йоганном Карлом Вільгельмом Фойгтом на мінералогічні теми та вивчав їхні праці.
У 1805 році з'явилася його перша важлива праця, довідник із загальної топографічної мінералогії. У суперечці про базальт Леонгард представляв доктрину нептунізму Вернера. Лише пізніше, приблизно в 1808 році, дослідження базальту спонукали його перейти до табору плутоністів.
Кілька подорожей привели його до Саксонії, Тюрінгії, Альп і Зальцкаммергута. Там він познайомився з Фрідріхом Мохом і Карлом Марією Еренбертом фон Моллем.
Разом з Ернстом Карлом Фрідріхом Мерцем і Йоганном Генріхом Коппом Леонгард розробив систематично-табличний огляд і характеристику мінеральних тіл, що з'явилися в 1806 році.
У 1808 році Леонгард був одним із засновників Веттерауського товариства всієї природної історії в Ганау разом із Йоганном Вольфгангом фон Гете.
З 1830 року в м'якій обкладинці вся мінералогія, яку він опублікував між 1807 і 1829 роками, з'явилася з 1830 року у спільному редагуванні з Генріхом Георгом Бронном під новою назвою «Щорічник з мінералогії, геогнозії та петрефактенкунде». З 1833 року до своєї смерті в 1862 році Леонхард і Бронн продовжували свою спільну роботу як Новий щорічник з мінералогії, геогнозії та петрефактології.
У 1817 році був опублікований його мінералогічний підручник «Propädeutik der Mineralogie», в якому надруковано уривок тексту про родовища каситериту, написаний Йоганном Вольфгангом фон Гете.
У 1823 році він ввів термін «лес» або лес в геологічну та мінералогічну літературу. Місцезнаходження, яке він вперше науково описав як лесове відслонення, Хаарлас у Гейдельберзі, з тих пір вважається locus classicus et typicus.
Окрім спеціалізованих публікацій та автобіографії, Леонгард також писав невеликі художні твори. У 1806 році він був обраний членом-кореспондентом Геттінгенської академії наук. У 1858 році він був обраний членом Леопольдіни.

## Праці
- Handbuch der allgemeinen topographischen Mineralogie, 1805
  - Band 2, Verlag Johann Christian Hermann, Frankfurt am Main 1808 (Link zum Digitalisat)
- Leonhard/Merz/Kopp: Systematisch-tabellarische Uebersicht und Charakteristik der Mineralkörper. In oryktognostischer und orologischer Hinsicht. J.C. Hermann, Frankfurt am Main 1806
- Taschenbuch für die gesammte Mineralogie, 1807—1829
- Allgemeines Repertorium der Mineralogie, 1811—1821
- Leonhard/Jassoy: Formverhältnisse und Gruppirungen der Gebirge, 1812
- Leonhard/Selb: Mineralogische Studien. 1812
- Geschichtliche Darstellung der Schlacht bei Hanau am 30. Oktober 1813. 1. Auflage. 1813 (anonym); 2. Aufl.: 1814; 3. Aufl. 1913; ND: In: Napoleons letzte Bataille — Augenzeugenbericht der Schlacht bei Hanau am 30. und 31. Oktober 1813. Von Carl Caesar Leonhard. = ND n. d. 3. Auflage von 1913. Hanau 2013, ISBN 978-3-935395-18-2.
- Leonhard/Kopp/Gärtner: Propädeutik der Mineralien. 1817
- Denkrede auf Werner, 1817 (Nekrolog für A.G. Werner)
- Naturgeschichte der Vulkane, A. Oswalds Universitätsbuchhandlung, Heidelberg 1818 (Link zum Digitalisat)
- Handbuch der Oryctognosie, Zwei Auflagen 1822, 1826
  - Erste Auflage, Verlag Mohr und Winter, Heidelberg 1821  (Link zum Digitalisat)
- Naturgeschichte des Mineralreiches, Verlag Joseph Engelmann, Heidelberg 1825 (Link zum Digitalisat)
  - Zweite, vermehrte und verbesserte Auflage, Verlag J. C. B. Mohr, Heidelberg 1826 (Link zum Digitalisat)
- Charakteristik der Felsarten, 1823—1824
  - Zweite Abtheilung: Gleichartige und scheinbar gleichartige Gesteine, Verlag Joseph Engelmann, Heidelberg 1824 (Link zum Digitalisat)
- Geologie oder Naturgeschichte der Erde, 5 Bände, 1833—1844
- Lehrbuch der Geognosie und Geologie, E. Scheizerbarts Verlagshandlung, Stuttgart 1835 (Link zum Digitalisat)
- Taschenbuch für Freunde der Geologie, 3 Bände, 1845—1847
- Aus unserer Zeit in meinem Leben, 2 Bände, 1854—1856
- Fremdenbuch für Heidelberg und die Umgegend: mit Holzschnitten, eingedruckten Lithographien und einer Karte, Druck und Verlag Karl Groos, Heidelberg 1834 (Digitalisat)

## Інтернет-ресурси
- Karl Cäsar von Leonhard в The Mineralogical Record (англ.)
- Leonhard, Karl Cäsar von в Allgemeine Deutsche Biographie (нім.)
- Leonhard, 1. Karl Cäsar von в Nordisk familjebok (швед.)